# Jesús Blancornelas
Jesús Blancornelas (1936, San Luis Potosí – 23.11.2006, Tijuana) là nhà báo người México.

## Tiểu sử
Ông có tên khai sinh là Juan Jesús Blanco Ornelas (sau này hợp 2 từ Blanco+Ornelas  thành một từ) sinh tại San Luis Potosí. Năm 1955 ông làm phóng viên tập sự cho mục thể thao của báo "El Sol de San Luis" ở thành phố quê hương, 4 năm sau ông trở thành người phụ trách mục thể thao của báo này. Năm 1960 ông chuyển tới Tijuana, Baja California, nơi ông lập ra tờ tuần báo ABC de Tijuana năm 1977. Năm 1980, ông lập ra báo "Zeta" ở Tijuana; năm 1982 do khủng hoảng tài chính tờ báo này chuyển thành tuần báo, ngày nay vẫn còn xuất bản.  
Các bài phóng sự điều tra của Blancornelas và các đồng nghiêp đã đem lại sự chú ý đến nạn tham nhũng của các chính trị gia địa phương, cùng sức mạnh đang nhen nhúm của các băng đảng ma túy, đặc biệt là Tijuana Cartel, và mối quan hệ thường xuyên giữa hai bên (các chính khách địa phương và băng đảng ma túy).

## Bị ám sát
Ông là nạn nhân của nhiều cuộc mưu sát, trong đó vụ mưu sát ngày 27 tháng 11 năm 1997 khiến ông bị trúng 4 phát đạn làm ông bị thương nặng và vệ sĩ của ông đã chết.

## Từ trần
Blancornelas qua đời tại Tijuana ngày 23.11.2006 vì biến chứng của bệnh ung thư dạ dày.

## Giải thưởng & Vinh dự
- Năm 1996, ông là một trong bốn người được trao Giải Tự do Báo chí Quốc tế.
- Năm 1999, ông được UNESCO trao Giải Guillermo Cano cho Tự do Báo chí trên thế giới cho công trình làm báo của mình.[1]
- Năm 2000 ông được đưa vào danh sách 50 anh hùng của Tự do Báo chí trên thế giới của Viện Báo chí Quốc tế.[2]